# Keita Baldé
Keita Baldé Diao (* 8. března 1995 Arbúciens, Girona) je španělský profesionální fotbalista, senegalského původu. Je hráčem tureckého klubu Sivasspor. Reprezentuje národní tým Senegalu. V minulosti byl reprezentantem Katalánska.
S reprezentací Senegalu získal třetí místo na mistrovství světa ve fotbale hráčů do 20 let 2015 a vyhrál Africký pohár národů 2021.